# Gare d'Amsterdam-Lelylaan
La gare d'Amsterdam-Lelylaan (en néerlandais : station Amsterdam Lelylaan) est une gare ferroviaire secondaire de la ville d'Amsterdam aux Pays-Bas. Elle est située dans le quartier de Slotervaart de l'arrondissement d'Amsterdam-West, à proximité du parc Rembrandt. 
Elle est desservie à la fois par les trains de la compagnie nationale des Nederlandse Spoorwegen, ainsi que par les métros de la GVB (ligne 50).

## Histoire
La gare d'Amsterdam Lelylaan est mise en service le 1 juin 1986, et se trouve sur la ligne Amsterdam-Central-Sloterdijk-Schiphol qui est la plus fréquentée du pays avec 5,6 millions de voyageurs à l'année. Elle est nommée d'après l'ingénieur néerlandais Cornelis Lely.